# Montedoro

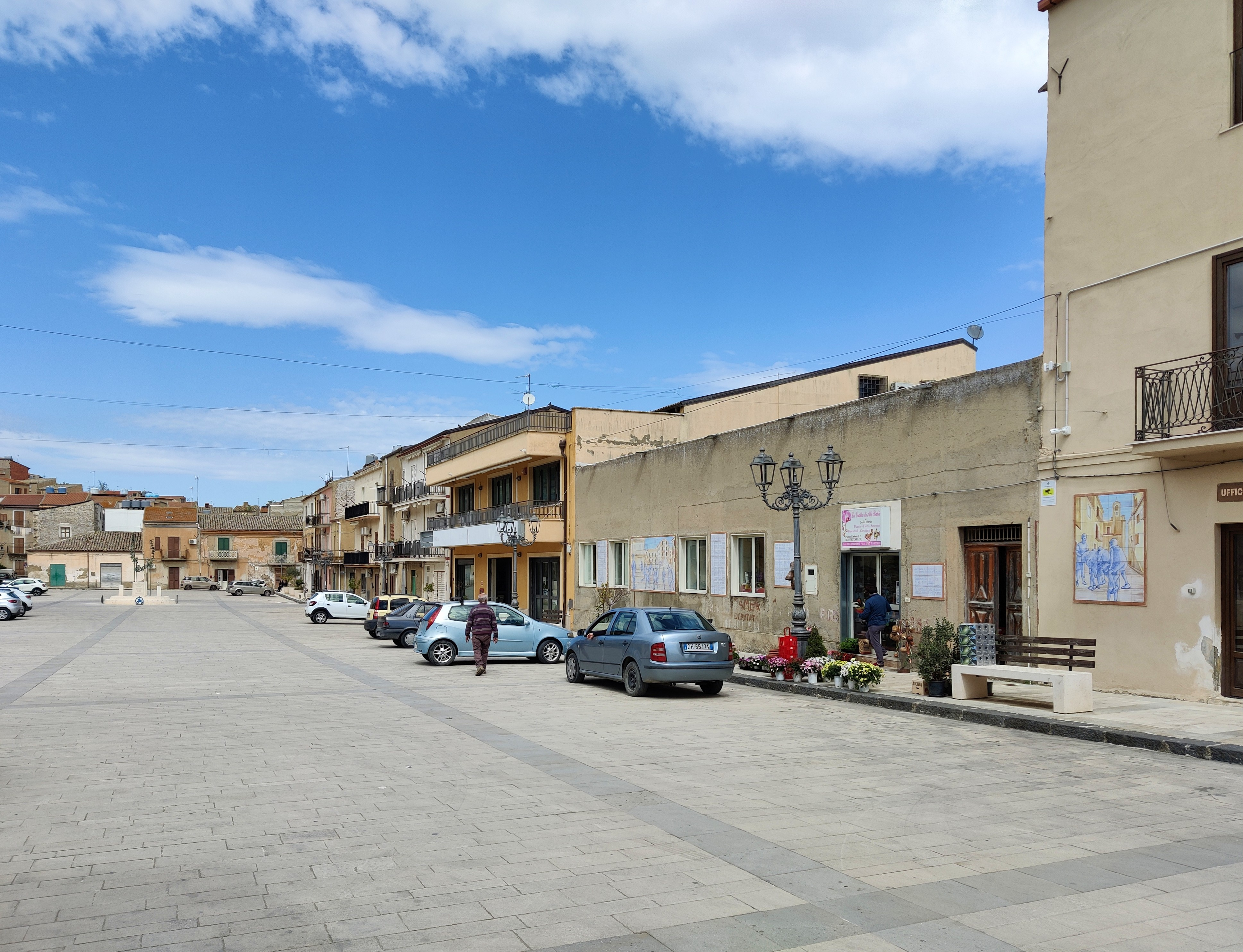
Piazza Umberto

Montedoro ist eine Stadt im Freien Gemeindekonsortium Caltanissetta in der Region Sizilien in Italien mit 1360 Einwohnern (Stand 31. Dezember 2023).

## Lage und Daten
Montedoro liegt 33 km westlich von Caltanissetta. Die Einwohner arbeiten hauptsächlich in der Landwirtschaft. Es werden Getreide und Weintrauben angebaut.
Die Nachbargemeinden sind Bompensiere, Canicattì (AG), Mussomeli, Racalmuto (AG) und Serradifalco.

## Geschichte
Das Gebiet der Gemeinde war schon in vorgeschichtlicher Zeit besiedelt. Am Monte Ottavio, einem östlich an die moderne Stadt angrenzenden, lang gestreckten Hügel, wurden einige Felskammergräber in der für die sizilianische Bronzezeit typischen Form (tombe a forno) entdeckt, jedoch auch ein Tholos-Grab, das möglicherweise auf ägäische Einflüsse zurückzuführen ist. Es hat Parallelen in zwei Tholosgräbern am Monte Campanella bei Milena aus dem 13./12. Jahrhundert v. Chr. Unter den Resten eines mutmaßlich zweiten, eingestürzten Tholos-Grabs wurden Relikte eine Siedlung aus der Jungsteinzeit entdeckt.
Montedoro wurde 1635 von Diego Aragona Tagliavia gegründet.

## Sehenswürdigkeiten
- Pfarrkirche, erbaut im Barock, erweitert im 18. Jahrhundert

## Persönlichkeiten
- Rosario Bufalino (1903–1994), Mafioso
- Angelo Rizzo (1926–2009), Bischof von Ragusa
- Salvatore Paruzzo (* 1945), Bischof von Ourinhos